# Kárpátkanyar

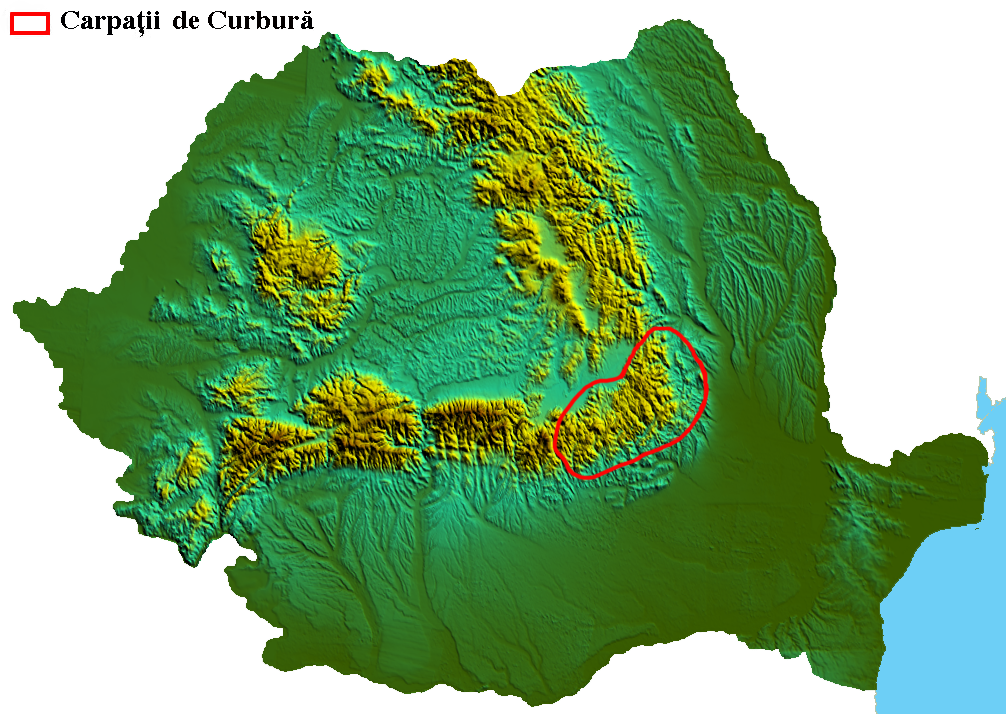
A Kárpátkanyar Románia térképén

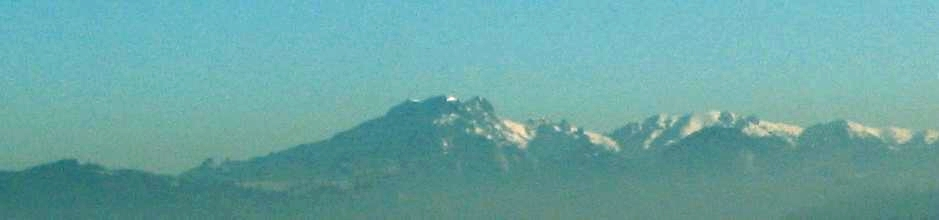
A Kárpátkanyar legmagasabb hegysége, a Csukás-hegység

A Keleti-Kárpátoknak az Ojtozi-szorostól a Prahova folyó völgyéig terjedő szakaszát Kárpátkanyarnak (románul: Carpații de Curbură) nevezzük. Itt a Kárpátok az észak-dél irányból hirtelen kelet-nyugat irányba fordul. A Kárpátkanyar legmagasabb pontja a Csukás-hegységben található Csukás (1954 m).
A Kárpátkanyar-hegységei:
- Háromszéki-havasok (Munții Vrancei)
  - Berecki-hegység (Munții Brețcului)
  - Musátó (Munții Lepșei)
  - Szép-Zbojna (Munții Zboina Frumoasă)
  - Fekete-Zbojna (Munții Zboina Neagră)
  - Munții Furu
  - Masivul Coza
- Bodzafordulói-hegyek (Munții Întorsurii)
- Bodzai-havasok (Munții Buzăului)
  - Pintyiló-hegység (Masivul Penteleu)
  - Nagy-Tatár-havas (Munții Tătaru)
  - Lóhavas (Munții Podu Calului)
  - Masivul Ivănețu
  - Szilon-havas (Munții Siriu)
- Brassói-havasok (Munții Brașovului)
  - Csukás-hegység (Munții Ciucaș)
  - Barcasági-hegyek (Munții Bârsei)
    - Nagykőhavas (Masivul Piatra Mare)
    - Keresztényhavas (Masivul Postăvarul)

  - Baj-hegység (Munții Gârbova)
  - Grohotisz-hegység (Munții Grohotiș)
- Kárpátkanyar-Szubkárpátok (Subcarpații Curburii)

Gyakran a Kárpátkanyar részének tekintik a Keleti-Kárpátok belső vonulatának déli tagjait is:
- Persányi-hegység (Munții Perșani)
- Bodoki–Baróti-hegyvidék (Munții Bodoc–Baraolt)
  - Csomád-hegység (Masivul Ciomatu-Puturosu)
  - Torjai-hegység (Munții Turiei)
  - Bodoki-hegység (Munții Bodoc)
  - Baróti-hegység (Munții Baraolt)